# 伊馬韋雷
58°43′57″N 25°46′2″E / 58.73250°N 25.76722°E

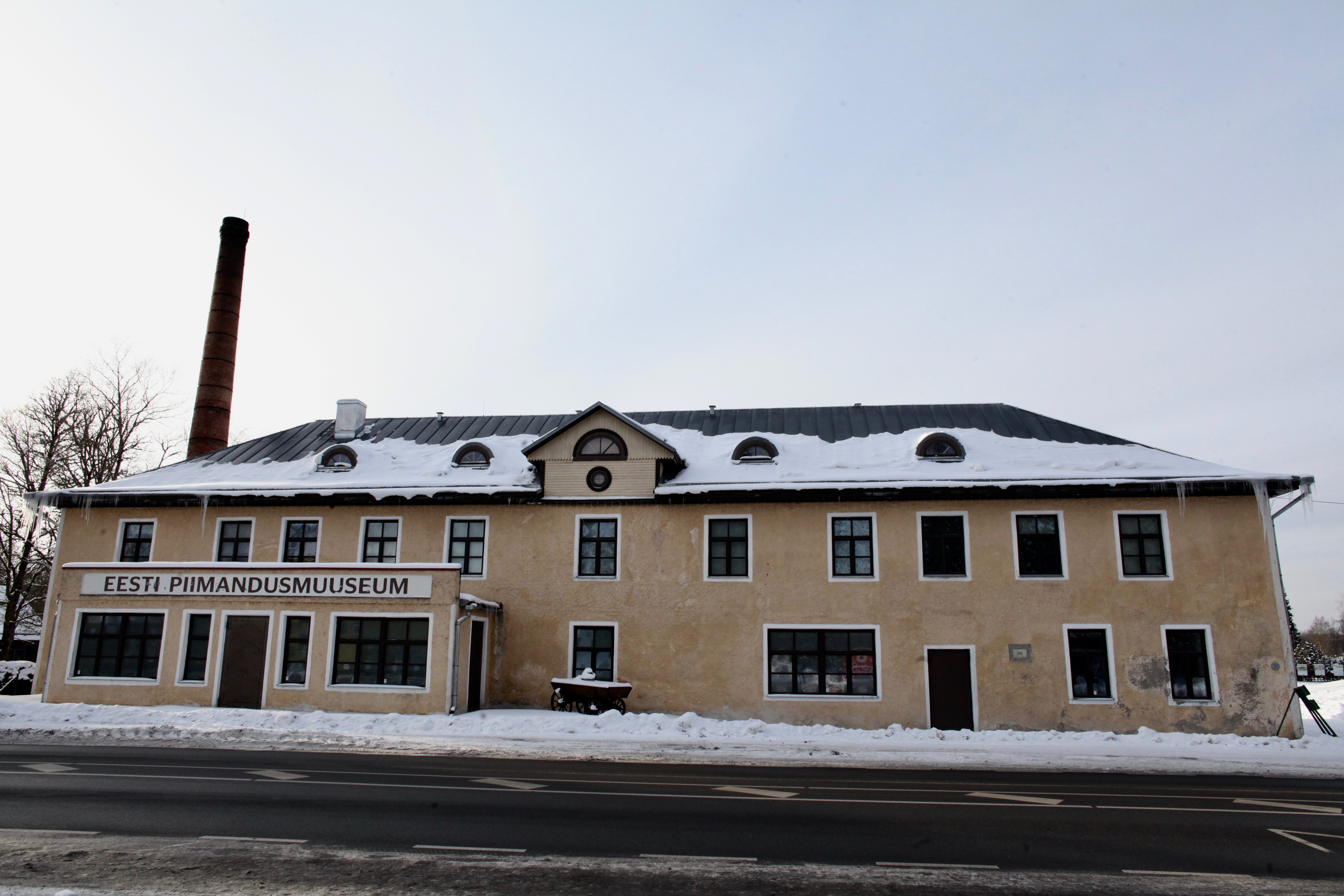
爱沙尼亚奶制品博物馆

伊馬韋雷，是愛沙尼亞耶爾瓦縣耶尔瓦市镇内的村庄，位於該國中部，曾是原伊馬韋雷市镇的行政中心，村里設有奶品博物館，2011年該村庄人口447。